# Semorina
Semorina  (лат.) — род аранеоморфных пауков из подсемейства Dendryphantinae в семействе пауков-скакунов (Salticidae). Все виды этого рода распространены в странах Южной Америки.

## Виды
- Semorina brachychelyne Crane, 1949 — Венесуэла
- Semorina iris Simon, 1901 — Венесуэла
- Semorina lineata Mello-Leitão, 1945 — Аргентина
- Semorina megachelyne Crane, 1949 — Венесуэла
- Semorina seminuda Simon, 1901 — Венесуэла